# Blud
Blud, uma das fadas eslavas na mitologia eslava, é uma entidade maléfica que causa desorientação e conduz uma pessoa ao acaso, em círculos. O termo também se refere à fornicação ilícita, o desejo do qual os clérigos eslavos reivindicavam vir do Demônio.